# Моссаковський Володимир Іванович
Володимир Іванович Моссаковський (27 серпня 1919, Мелітополь — 13 липня 2006, Дніпропетровськ) — український вчений-механік; доктор фізико-математичних наук з 1956 року, професор з 1957 року. Ректор Дніпропетровського державного університету у 1964—1986 роках. Академік Академії наук Української РСР з 1972 року. Депутат Верховної Ради Української РСР 9—10-го скликань (1976—1984 роки). Герой Соціалістичної Праці.

## Біографія
Народився 27 серпня 1919 року у місті Мелітополі (нині Запорізька область, Україна) в сім'ї службовців. Українець. 1933 року з батьками переїхав до Дніпропетровська, де у 1939 році із золотою медаллю закінчив середню школу № 38 і вступив на фізико-математичний факультет Дніпропетровського державного університету.
У жовтні 1939 року призваний до Червоній армії і направлений у 339-й зенітно-артилерійський полк, що розташовувався в околицях міста Баку. Закінчив полкову школу, отримав військове звання молодшого командира взводу, потім сержанта. До травня 1942 року служив на різних посадах молодшого командного складу. З травня по серпень 1942 року — помічник командира взводу управління 419-го окремого зенітно-артилерійського полку в Майкопі, Батумі, потім — командир відділення 11-го гарматно-артилерійського полку на станції Акстафі в Азербайджанській РСР. З листопада 1942 року по січень 1944 року — курсант школи артилерійської інструментальної розвідки Закавказького фронту за спеціальністю звукометрист. Після її закінчення, в березні 1944 року, направлений до міста Саранська Мордовської АРСР, у новостворену 157-ту армійську гарматно-артилерійську бригаду.
З травня 1944 року і до кінця німецько-радянської війни — у діючій армії. Обіймав посаду командира відділення дешифрувальників у 1-й звуковій батареї дивізіону артилерійської інструментальної розвідки 157-ї Барановицької армійської гарматно-артилерійської бригади. Воював у складі військ 1-го і 3-го Білоруського, а пізніше 1-го Українського фронтів, брав участь у Берестейській, Каунаській, Кенігсберзькій, Берлінській наступальних операціях.
У грудні 1945 року демобілізувався і продовжив навчання на фізико-математичному факультеті Дніпропетровського університету, яке з відзнакою закінчив у 1950 році, здобувши спеціальність механіка. По закінченню навчання залишився в університеті, вступив до аспірантури при кафедрі теоретичної механіки. У лютому 1952 року у Львівському державному університеті достроково захистив кандидатську дисертацію. Працював асистентом, потім виконувачем обов'язків доцента на кафедрі теоретичної механіки Дніпропетровського університету. Зі створенням у складі університету в 1952 році фізико-технічного факультету, очолив кафедру механіки суцільних середовищ, а з 1954 року завідував кафедрою аеромеханіки та теорії пружності. У 1959—1961 роках обіймав помаду декана фізико-технічного факультету Дніпропетровського університету. Член КПРС з 1959 року. Був організатором і науковим керівником Проблемної науково-дослідної лабораторії міцності і надійності конструкцій Дніпропетровського університету. Будучи докторантом Інституту механіки АН СРСР (Москва) захистив докторську дисертацію на тему «Деякі просторові контактні задачі теорії пружності».
У 1964—1986 роках — ректор Дніпропетровського університету. Член-кореспондент Академії наук Української РСР з 1967 року, академік Академії наук Української РСР з 17 березня 1972 року. З 1986 року — завідувач кафедри прикладної теорії пружності Дніпропетровського державного університету. Останні роки життя був радником ректора Дніпропетровського університету: здійснював керівництво науково-дослідницькою лабораторією прикладної математики та механіки, брав безпосередню участь у виконанні програми лабораторії. Також був членом Вченої ради університету, ради факультету прикладної математики та докторської спеціалізованої Вченої ради із захисту дисертацій у галузі механіки, членом президії обласної Ради ветеранів та президентом міського Фонду соціального захисту вчених та членів їхніх сімей. У 1999 році був у Фінляндії, де брав участь з роботі IV Міжнародної конференції по сталевим і алюмінієвим структурам.
Мешкав у Дніпропетровську. Помер у Дніпропетровську 13 липня 2006 року.

## Наукова діяльність
Наукові праці присвячено теорії пружності, міцності і стійкості тонкостінних конструкцій, механіці суцільного середовища, теорії аналітичних функцій і інтегральних перетворень, аналітичної теорії диференціальних рівнянь класу Фукса. Розв'язав мішані задачі теорії пружності для напівпростору з круговою лінією поділу граничних умов, задачу для простору з плоским круговим перетином.
З 1957 року співпрацював з Конструкторським бюро ракетно-космічної техніки «Південним». Під його керівництво та за його активної участі були розроблені методики розрахунку конструкцій цієї техніки.
Автор понад 270 наукових праць, двох навчальних посібників, семи монографій, у тому числі:
- «Основная смешанная задача теории упругости для полупространства с круговой линией раздела граничных условий» // «Прикладная математика и механика». 1954. Том 18, выпуск 2;
- «Попытка построения теории прочности для хрупких материалов, основанной на энергетических соображениях Гриффитса» // «Прикладная математика и механика». 1965. Том 29, выпуск 2 (у співавторстві);
- «Моделирование несущей способности цилиндрических оболочек». Киев, 1977 (у співавторстві);
- «Контактные задачи теории оболочек и стержней». Москва, 1978 (у співавторстві);
- «Прочность ракетных конструкций». Москва, 1990 (у співавторстві);
- «Задачи теории упругости для полуплоскости как задачи теории потенциала» // «Системні технології». 2003. № 2 (у співавторстві)
- «Контактные задачи теории упругости для полуплоскости как задачи для линейного дифференциального уравнения в комплексной плоскости» // «Системні технології». 2004. № 3 (у співавторстві).

## Відзнаки
Указом Президії Верховної Ради СРСР від 5 серпня 1982 року за фундаментальні розробки в галузі механіки деформованого твердого тіла та підготовку висококваліфікованих фахівців Моссаковському Володимиру Івановичу надано звання Героя Соціалістичної Праці з врученням ордена Леніна (№ 399 917) і золотої медалі «Серп і Молот» (№ 20 098).
Нагороджений
- орденами Червоної Зірки (23 січня 1945)[4], «Знак Пошани» (17 червня 1961)[1], двома Трудового Червоного Прапора (14 січня 1967; 23 липня 1969)[1], Леніна (15 березня 1976)[1], Вітчизняної війни ІІ ступеня (6 листопада 1985)[4], Князя Ярослава Мудрого V ступеня (2 грудня 1998)[5], «За мужність» ІІІ ступеня (2000)[1];
- медалями «За бойові заслуги» (12 серпня 1944)[4], імені академіка Михайла Янгеля (1981)[1], імені академіка Сергія Вавилова (1974)[1], всесоюзного товариства «Знання»[1], срібною медаллю ВДНГ СРСР (1980)[1].

Премії
- державна премія СРСР (1970);
- премія Ради Міністрів СРСР (1981);

Інше
- у 1978 році ім'я вченого занесене в книгу Трудової слави Дніпропетровщини[6];
- заслужений діяч науки Української РСР (з 17 листопада 1978);
- почесний громадянин Дніпропетровська (з 7 липня 1999);
- Міжнародним бібліографічним інститутом (Кембридж) визнаний «Людиною 2000 року»[6].

## Вшанування
- 26 листопада 2015 року у Дніпропетровську, в рамках декомунізації, вулицю Клари Цеткін перейменовано на вулицю Володимира Моссаковського[b][7].
- У Дніпрі, перед будівлею Дніпровського національного університету імені Олеся Гончара, вченому встановлена меморіальна дошка.